# Judaísmo e sexualidade
As tradições judaicas em diferentes épocas e regiões dedicam atenção considerável à sexualidade. A sexualidade é tema de muitas narrativas e leis no Tanakh (Bíblia Hebraica) e literatura rabínica.
No judaísmo, a sexualidade é vista como tendo potencial positivo e negativo, dependendo do contexto em que é expressa. Muitas fontes expressam uma atitude positiva em relação ao sexo entre um casal. Por outro lado, a atividade sexual também é vista como um pecado grave se estiver fora dos limites do comportamento permissível.

### Atos sexuais proibidos no judaismo

#### Isurei bi'ah
O termo isurei bi'ah (hebraico איסורי ביאה) refere-se àqueles com quem não se pode ter relações sexuais. O mais sério deles forma um subconjunto conhecido como arayot (hebraico:עריות, baseado na palavra erva ("nudez") em Levíticos 18:6. A relação sexual com arayot é um dos poucos atos no judaísmo que não se pode praticar nem mesmo para salvar a própria vida. O termo erva também é usado para descrever partes de uma mulher considerada indecente e sexualmente provocante, incluindo o cabelo, as coxas e a voz de uma mulher.
Ayarot inclui:
- Incesto
- Penetração anal entre homens
- Bestialidade
- Sexo com alguém durante a menstruação (niddah)

Outros isurei bi'ah incluem:
- Relações sexuais entre judeus e gentios
- Divorciados ou mulheres convertidas com Kohanim (sacerdotes)
- Mamzerim (descendentes de uniões adúlteras) com judeus comuns

Quando duas pessoas são proibidas de fazer sexo juntas, as leis de negiah as proíbem de se envolver em toques sexuais menos intensos (incluindo abraços e beijos), enquanto as leis de yichud as proíbem de passar tempo juntos em particular de uma maneira que lhes permita fazer sexo sem ser detectado. Essas proibições não se aplicam em certas situações em que as relações sexuais são improváveis, por exemplo, entre familiares próximos.

### Homossexualidade
A visão tradicional é que a Torá proíbe relações anais entre dois homens (ou seja, sodomia), e esta é a visão do Judaísmo Ortodoxo, baseado em Levíticos 18:22: "Não te deitarás com homem, como se fosse mulher; é abominação."  As fontes rabínicas estendem esta proibição a todos os outros atos sexuais entre dois homens, que são proibidos de forma semelhante a como seriam proibidos entre um homem e uma mulher solteiros.
Não há proibição explícita de relações sexuais entre mulheres na Bíblia hebraica, mas é condenada de forma semelhante em textos haláchicos rabínicos posteriores.
Fontes rabínicas clássicas também condenam o casamento entre dois homens, que eles veem como uma atividade realizada por não-judeus que convidava ao castigo divino.
Alguns autores judeus medievais escreveram ficção e poesia que retratavam o amor homossexual de forma positiva, embora muitas vezes pareçam ser adaptações de um estilo encontrado na poesia árabe contemporânea, improvável de ser baseado em casos de amor da vida real. Essas narrativas não pretendem ser relatos literais, mas sim transmitir uma mensagem mais simbólica.
No Judaísmo liberal, as relações homossexuais são consideradas aceitáveis, e os casamentos são realizados para casais do mesmo gênero. Isso também é verdade para várias outras denominações judaicas liberais.